# Jordanova kašna
Jordanova kašna je renesanční kamenná kašna z roku 1368 nacházející se na Masarykově náměstí v Třeboni. Kašna stojí na desetiúhelníkovém půdorysu s třístupňovým schodištěm. Uprostřed kašny je nízký sloupek završený mísou zdobenou čtyřmi chrliči na všech světových stranách. Na něj navazuje druhý válcový sloupek s reliéfy hlaviček andílků. Na deskové hlavici stojí vrcholová třetí část sloupu ve tvaru čtyřbokého jehlanu s reliéfy rožmberské červené růže s daty. Obdélníková pole v základně kašny jsou na vnější straně zdobena kruhovými reliéfy antických hlav.